# Kvavsjön (Fellingsbro socken, Västmanland)
Kvavsjön är en sjö i Lindesbergs kommun i Västmanland och ingår i Norrströms huvudavrinningsområde.